# Coppa Sabatini 2021
La Coppa Sabatini - Gran Premio della Città di Peccioli 2021, sessantanovesima edizione della corsa, valevole come trentaquattresima prova dell'UCI ProSeries 2021 categoria 1.Pro e undicesima della Ciclismo Cup 2021, si svolse il 16 settembre 2021 su un percorso di 210,8 km, con partenza e arrivo a Peccioli, in Italia. La vittoria fu appannaggio del danese Michael Valgren, il quale completò il percorso in 5h14'20", alla media di 40,238 km/h, precedendo l'italiano Sonny Colbrelli ed il francese Mathieu Burgaudeau.
Sul traguardo di Peccioli 49 ciclisti, su 126 partiti dalla medesima località, hanno portato a termine la competizione.

## Squadre e corridori partecipanti
| N.    | Cod. | Squadra                     |
| ----- | ---- | --------------------------- |
| 2-8   | ITA  | Italia                      |
| 11-17 | UAE  | UAE Team Emirates           |
| 21-27 | AST  | Astana-Premier Tech         |
| 31-37 | TBV  | Bahrain Victorious          |
| 41-47 | EFN  | EF Education-Nippo          |
| 51-57 | IWG  | Intermarché-Wanty-Gobert    |
| 61-67 | MOV  | Movistar Team               |
| 71-77 | IGD  | Ineos Grenadiers            |
| 81-87 | ANS  | Androni Giocattoli-Sidermec |

| N.      | Cod. | Squadra                  |
| ------- | ---- | ------------------------ |
| 91-97   | BFC  | Bardiani-CSF-Faizanè     |
| 101-107 | EOK  | Eolo-Kometa Cycling Team |
| 111-117 | EUS  | Euskaltel-Euskadi        |
| 121-127 | GAZ  | Gazprom-RusVelo          |
| 131-137 | TEN  | TotalEnergies            |
| 141-147 | THR  | Vini Zabù                |
| 151-157 | BBH  | Burgos-BH                |
| 161-167 | AZT  | D'Amico UM Tools         |
| 171-177 | MGK  | MG.K Vis VPM             |

## Ordine d'arrivo (Top 10)
| Pos. | Corridore          | Squadra       | Tempo    |
| ---- | ------------------ | ------------- | -------- |
| 1    | Michael Valgren    | EF            | 5h14'20" |
| 2    | Sonny Colbrelli    | Bahrain       | a 3"     |
| 3    | Mathieu Burgaudeau | TotalEnergies | a 6"     |
| 4    | Filippo Baroncini  | Italia        | a 9"     |
| 5    | Lorenzo Rota       | Intermarché   | a 11"    |
| 6    | Neilson Powless    | EF            | a 17"    |
| 7    | Gianni Moscon      | Ineos         | a 33"    |
| 8    | Antonio Pedrero    | Movistar      | a 40"    |
| 9    | Ander Okamika      | Burgos-BH     | a 1'25"  |
| 10   | Ruben Guerreiro    | EF            | a 1'31"  |